# Antigonia capros
Antigonia capros là một loài cá thoi, loài phổ biến nhất trong họ Caproidae, được tìm thấy ở độ sâu 50 đến 900 m (160 đến 2.950 ft) ở Đại Tây Dương, Ấn Độ Dương và Thái Bình Dương, mặc dù nó thường được tìm thấy tại độ sâu 100 đến 300 m (330 đến 980 ft). Loài này có thể đạt chiều dài 30,5 cm (12,0 in), mặc dù hầu hết không vượt quá 15 cm (5,9 in). Mẫu vật nặng nhất được ghi nhận nặng 170 g (0,37 lb). Loài cá này có tầm quan trọng nhỏ đối với các hoạt động thủy sản thương mại.